# 尹祥源

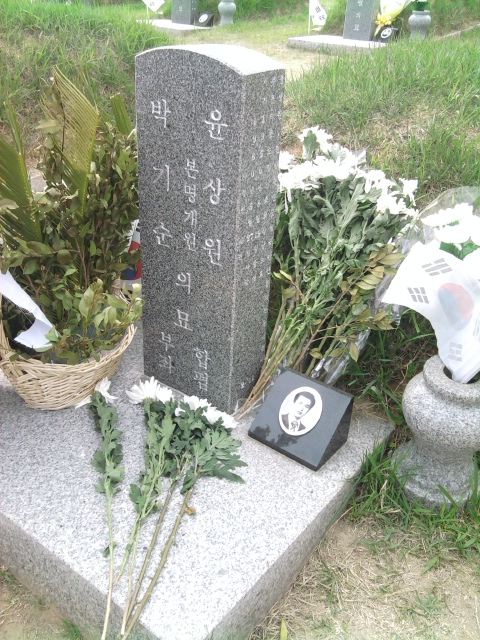
尹祥源、朴基顺之墓，國立5·18民主墓地。

尹祥源（韓語：윤상원，1950年8月19日—1980年5月27日）是大韩民国一位劳工运动家，在518光州民主化运动作为市民军而活跃。

## 生平
1950年出生于全罗南道光山郡（现光州广域市光山区），1978年从全南大学政治与外交系毕业，1979年夜校中教授普通社会知识。
1980年518光州民主化运动期间，尹祥源担任民主斗争委员会发言人。5月27日，在全罗南道民政厅2楼被戒严军队枪击身亡，对于死因，虽然出现了刺伤、烧伤和枪击等多种说法，但根据目击者的证言，最终确认为枪击。尹祥源死后，着火的窗帘落在尸体上，而留下了烧伤痕迹。
尹祥源的情侣朴基顺也是一位劳工活动家，于1978年12月26日因煤气中毒意外去世，尹祥源遇害后，纪念者为两人举办了冥婚，民主运动家白基琓为此写了一首纪念诗，经作家黄皙暎作词，全南大学学生金锺律谱曲，改编成歌曲《献给你的进行曲》（光州之歌）。

## 影视作品
- 第四共和国（1995-1996）
- 第五共和国（2005）
- 华丽的休假（2007）[3]